# The Underdog EP
The Underdog EP es el segundo EP de Yellowcard y contiene 5 canciones. fue lanzado el 9 de julio de 2002. El sonido cambia, de tal manera que se le considera como un disco de transición entre el One for the Kids y el Ocean Avenue. No tiene singles ni videos, pero en el Ocean Avenue del 2003, viene incorporado un track interactivo, que contiene un video de la canción " Powder ".

## Lista de canciones
1. Underdog
2. Avondale
3. Finish Line
4. Powder
5. Rocket

- Datos: Q1931079